# فيلي فرنسيس (موسيقي)
فيلي فرنسيس (بالإنجليزية: Willie Francis)‏ هو موسيقي جامايكي، ولد في 18 مارس 1943.